# Josep Còdol i Margarit
Josep Còdol i Margarit (Igualada, 16 de setembre de 1916 – Igualada, 6 de gener de 1994), conegut com a Mossèn Còdol, fou un religiós català.

## Biografia
Durant la guerra civil espanyola va contribuir a salvar imatges religioses de ser destruïdes per elements incontrolats. Impulsà nombroses iniciatives de caràcter social, com la promoció d'habitatges per a la gent desfavorida, la creació d'un centre de formació professional o la fundació de l'Agrupament Escolta Jaume Caresmar - Maria Antònia Salvà (1953), fruit de la unificació dels agrupaments Jaume Caresmar de minyons escoltes i Maria Antònia Salvà de noies guies i el Casal Interparroquial d'Igualada (1957).
El bisbe Perelló li assignà la tasca de dirigir la revista Vida, inicialment publicació mensual i posteriorment setmanal, que va dirigir des de 1953 fins a 1988. Va organitzar certàmens literaris, conferències, cursos, la Fira del llibre Català, les Santjordiades i el Cercle de Cultura Torres i Bages. També va exercir mestratge entre els futurs polítics de la comarca vinculats a UDC i a CDC. Per tot això va rebre la Creu de Sant Jordi el 1992 i el títol de fill predilecte d'Igualada (1994).
L'Ajuntament i la Fundació del Sant Crist d'Igualada van convocar un premi de narrativa breu que porta el nom "Premi de Narrativa Josep Còdol" (1999) amb diverses edicions. En l'actualitat el premi Mossèn Còdol, està dedicat a premiar el compromís social i cívic.